# Lichtenfels
Lichtenfels é uma cidade francônia no estado da Baviera, Alemanha. Localiza-se na região administrativa da Alta Francónia e é capital do distrito homônimo.